# Beilschmiedia ovalioides
Beilschmiedia ovalioides är en lagerväxtart som beskrevs av Sachiko Nishida. Beilschmiedia ovalioides ingår i släktet Beilschmiedia och familjen lagerväxter. Inga underarter finns listade i Catalogue of Life.